# Норкин, Кемер Борисович
Кемер Борисович Норкин (1933—2017) — советский и российский учёный и государственный деятель; доктор технических наук (1977), профессор. Автор более 70 научных работ и 20 изобретений.

## Биография
Родился 5 декабря 1933 года в городе Кемерово. Отец К. Б. Норкина Борис Осипович Норкин проходил на Втором московском процессе в качестве троцкиста, что могло и не соответствовать истине, и был расстрелян в 1937 году.
Окончил Московский государственный институт стали и сплавов, металлургический факультет по специальности «Печи и автоматика». В 1956—1957 годах работал в проектном институте «Гипроцветмет» инженером металлургического отдела. В 1959 году окончил Московский энергетический институт, факультет «Автоматика и вычислительная техника»; инженер-электрик по специальности «Автоматика и управление в технических системах». Затем обучался в аспирантуре Института проблем управления имени В. А. Трапезникова РАН.
С 1957 по 1992 год работал в Институте проблем управления инженером, старшим инженером, начальником стендовой установки, младшим научным сотрудником, старшим научным сотрудником, заведующим лабораторией.
В 1989 году Норкин был избран депутатом Моссовета. С 1991 года курировал Совет предпринимателей при мэре и правительстве Москвы, основной целью которого было содействие развитию предпринимательской деятельности на территории Москвы. С 1992 года был председателем Комитета перспективного планирования департамента мэра Москвы, затем — генеральным директором департамента мэра Москвы, министром правительства Москвы, начальником управления мэра. В январе 2000 года был освобождён от обязанностей начальника управления мэра в связи с упразднением этой должности. Был назначен начальником Аналитического управления мэра Москвы.
С 2007 по 2011 годы работал в Московском городском университете управления им П. А. Столыпина советником ректора. Был приглашенным профессором Института прикладной математики и систем (Мексика), членом президиума Вольного экономического общества России, членом президиума Международной академии менеджмента.
Умер 24 ноября 2017 года в Москве.

## Награды и звания
Являлся академиком Международной академии менеджмента и Российской муниципальной академии. Член Элитарного клуба (1996). В 2001 году удостоен Премии Правительства Российской Федерации в области образования за создание учебника «Политэкономия (история экономических учений, экономическая теория, мировая экономика)» для учебных заведений высшего профессионального образования. Кавалер ордена Дружбы (1997), награждён медалями.